# Maite Zubieta
Maite Zubieta Aranbarri (Busturia, 28 maggio 2004) è una calciatrice spagnola, centrocampista dell'Athletic Bilbao e della nazionale spagnola.

## Carriera

### Club
Zubieta si unisce all'Athletic Bilbao nel 2016, iniziando dall'accademia all'età di 14 anni per poi fare tutta la trafila delle giovanili e delle squadre riserva. Gioca la prima stagione nella formazione "cadetti" dove si mette particolarmente in luce, per poi essere aggregata alla neofondata squadra C prima di essere assegnata, dopo mezza stagione, alla squadra B, dove rimane per altre due stagioni.
Pur venendo formalmente promossa alla prima squadra nel corso della stagione 2021-2022, per lei solo due presenze in amichevole nelle partite di precampionato, fa il suo debutto ufficiale la stagione successiva, il 3 dicembre 2022, all'11ª giornata di campionato, quando il tecnico Iraia Iturregi la manda in campo a due minuti dalla fine della sconfitta interna per 2-0 con il Madrid CFF. In seguito Iturregi la impiega con regolarità nel suo ruolo preferito, centrocampista centrale, concedendole sempre maggiore fiducia fino a schierarla da titolare sei settimane più tardi, nella sconfitta esterna per 2-1 con l'Alhama alla 15ª giornata.
Le prestazioni offerte alla stagione d'esordio le garantiscono la promozione definitiva alla prima squadra nel maggio 2023, dopodiché ha firmato un'estensione del contratto con il club basco fino al 2025.
Per la stagione 2023-2024 il nuovo tecnico David Aznar, costretto a sopperire alla carenza di giocatrici per infortunio, decide di impiegarla nel nuovo ruolo di difensore centrale. In quella stagione Zubieta marca 27 presenze in Primera División alle quali si aggiungono le 5 in Coppa della Regina, con la squadra che riesce a raggiungere le semifinali prima di essere eliminata dal Barcellona.

### Nazionale
Avendo avuto minime opportunità di giocare nelle selezioni più giovani a causa delle restrizioni della pandemia di COVID-19 in Europa, Zubieta ha indossato per la prima volta la maglia della sua nazionale con la formazione under 20 nell'estate 2021, chiamata dal tecnico federale Pedro López nella doppia amichevole con la Costa Rica del 17 e 20 settembre, formazione con la quale nel novembre successivo gioca altri due incontri, sempre in amichevole.
Il mese seguente López la convoca in under 19, inserendola nella rosa della squadra che affronta le qualificazioni all'Europeo di Repubblica Ceca 2022. Dopo aver saltato il primo incontro del torneo in programma nel gruppo 6, fa il suo debutto in quello successivo, vittoria per 4-0 sul Portogallo, rilevando Silvia Lloris al 69', per poi disputare i restati quattro incontri che vedono la Spagna qualificarsi per la fase finale. Confermata nella rosa in partenza per la Repubblica Ceca, scende in campo in tre delle cinque partite della sua nazionale che, dopo aver concluso al primo posto il gruppo A nella fase a gironi, supera di misura la Svezia in semifinale per poi aggiudicarsi il suo quarto titolo di campione d'Europa di categoria battendo 2-0 in finale la Norvegia.
Inoltre, grazie alla vittoria ad Euro 2019, nell'agosto 2022 la Spagna è tra le rappresentanti UEFA al Mondiale di Costa Rica 2022; ancora una volta López la chiama in rosa con le compagne di club Ane Elexpuru e Clara Pinedo. In quest'occasione gioca tutti i sei incontri in programma, contribuendo al percorso della Spagna che, dopo aver concluso al primo posto, a pari punti con il Brasile, gruppo A nella fase a gironi, supera in successione Messico e in Paesi Bassi ai quarti e in semifinale per poi aggiudicarsi il suo primo titolo di campione del mondo di categoria battendo 3-1 in finale il Giappone.
Sempre del 2022 è la sua prima convocazione nella nazionale femminile non ufficiale dei Paesi Baschi, squadra non affilata né all'UEFA né alla FIFA e che gioca solo occasionalmente, facendo la sua prima apparizione nel dicembre 2022 contro il Cile.
Rimasta in quota anche per l'Europeo di Belgio 2023, la nuova responsabile della squadra Sonia Bermúdez continua a darle fiducia convocandola nuovamente per il torneo UEFA assieme alle compagne di club Jone Amezaga e Sara Ortega. Zubieta, oltre ai tre incontri del Torneo di La Manga, gioca la maggior parte degli incontri tra qualificazioni e fase finale, condividendo con le compagne il percorso che vede la Spagna conquistare il suo quinto titolo europeo di categoria dopo la combattuta finale con la Germania superata solo dopo i calci di rigore.
Entrata nel giro della nazionale maggiore, allenata dalla selezionatrice Montse Tomé, nel corso del 2024, Zubieta fa il suo debutto con La Roja, assieme alla compagna di club Adriana Nanclares, il 29 novembre di quell'anno, in occasione dell'amichevole vinta con il netto risultato di 5-0 sulla Corea del Sud, rilevando la pari ruolo Teresa Abelleira al 74'., per poi essere regolarmente convocata nel corso della UEFA Women's Nations League 2025.
Le prestazioni espresse durante l'anno convincono Tomé a inserirla nella lista delle 23 calciatrici annunciata il 10 giugno 2025 che rappresenteranno la Spagna all'Europeo di Svizzera 2025.

## Statistiche

### Presenze e reti nei club
Statistiche (parziali) aggiornate al 18 maggio 2025.
| Stagione               | Squadra                | Campionato             | Campionato | Campionato | Coppe nazionali | Coppe nazionali | Coppe nazionali | Coppe continentali | Coppe continentali | Coppe continentali | Altre coppe | Altre coppe | Altre coppe | Totale | Totale |
| Stagione               | Squadra                | Comp                   | Pres       | Reti       | Comp            | Pres            | Reti            | Comp               | Pres               | Reti               | Comp        | Pres        | Reti        | Pres   | Reti   |
| ---------------------- | ---------------------- | ---------------------- | ---------- | ---------- | --------------- | --------------- | --------------- | ------------------ | ------------------ | ------------------ | ----------- | ----------- | ----------- | ------ | ------ |
| 2021-2022              | Athletic Bilbao        | FB                     | -          | -          | CR              | -               | -               | -                  | -                  | -                  | -           | -           | -           | -      | -      |
| 2022-2023              | Athletic Bilbao        | FB                     | 16         | 0          | CR              | 2               | 0               | -                  | -                  | -                  | -           | -           | -           | 18     | 0      |
| 2023-2024              | Athletic Bilbao        | FB                     | 27         | 0          | CR              | 5               | 0               | -                  | -                  | -                  | -           | -           | -           | 32     | 0      |
| 2024-2025              | Athletic Bilbao        | FB                     | 27         | 1          | CR              | 1               | 0               | -                  | -                  | -                  | -           | -           | -           | 28     | 1      |
| Totale Athletic Bilbao | Totale Athletic Bilbao | Totale Athletic Bilbao | 70         | 1          | -               | 8               | 0               | -                  | -                  | -                  | -           | -           | -           | 78     | 1      |
| Totale carriera        | Totale carriera        | Totale carriera        | 70         | 1          | -               | 8               | 0               | -                  | -                  | -                  | -           | -           | -           | 78     | 1      |

### Cronologia presenze e reti in nazionale
| Cronologia completa delle presenze e delle reti in nazionale ― Spagna | Cronologia completa delle presenze e delle reti in nazionale ― Spagna | Cronologia completa delle presenze e delle reti in nazionale ― Spagna | Cronologia completa delle presenze e delle reti in nazionale ― Spagna | Cronologia completa delle presenze e delle reti in nazionale ― Spagna | Cronologia completa delle presenze e delle reti in nazionale ― Spagna | Cronologia completa delle presenze e delle reti in nazionale ― Spagna | Cronologia completa delle presenze e delle reti in nazionale ― Spagna |
| Data                                                                  | Città                                                                 | In casa                                                               | Risultato                                                             | Ospiti                                                                | Competizione                                                          | Reti                                                                  | Note                                                                  |
| --------------------------------------------------------------------- | --------------------------------------------------------------------- | --------------------------------------------------------------------- | --------------------------------------------------------------------- | --------------------------------------------------------------------- | --------------------------------------------------------------------- | --------------------------------------------------------------------- | --------------------------------------------------------------------- |
| 29-11-2024                                                            | Cartagena                                                             | Spagna                                                                | 5 – 0                                                                 | Corea del Sud                                                         | Amichevole                                                            | -                                                                     | 74’                                                                   |
| 3-12-2024                                                             | Nizza                                                                 | Francia                                                               | 2 – 4                                                                 | Spagna                                                                | Amichevole                                                            | -                                                                     | 78’                                                                   |
| 26-2-2025                                                             | Wembley                                                               | Inghilterra                                                           | 1 – 0                                                                 | Spagna                                                                | UEFA Women's Nations League 2025 - 1º turno                           | -                                                                     | 83’                                                                   |
| 4-4-2025                                                              | Paços de Ferreira                                                     | Portogallo                                                            | 2 – 4                                                                 | Spagna                                                                | UEFA Women's Nations League 2025 - 1º turno                           | -                                                                     | 90’                                                                   |
| 30-5-2025                                                             | Lovanio                                                               | Belgio                                                                | 1 – 5                                                                 | Spagna                                                                | UEFA Women's Nations League 2025 - 1° turno                           | -                                                                     | 81’                                                                   |
| 27-6-2025                                                             | Leganés                                                               | Spagna                                                                | 3 – 1                                                                 | Giappone                                                              | Amichevole                                                            | -                                                                     | 85’                                                                   |
| 11-7-2025                                                             | Berna                                                                 | Italia                                                                | 1 – 3                                                                 | Spagna                                                                | Euro 2025 - 1° turno                                                  | -                                                                     | 87’                                                                   |
| Totale                                                                |                                                                       | Presenze                                                              | 7                                                                     |                                                                       | Reti                                                                  | 0                                                                     |                                                                       |